# Trnávka (okres Trebišov)
Trnávka je obec na Slovensku. Nachází se v Košickém kraji, v okrese Trebišov. První písemná zmínka o obci je z roku 1332.
Obec má rozlohu 6,02 km² a leží v nadmořské výšce 177 m. K 31.12. 2011 v obci žilo 169 obyvatel, což představuje hustotu osídlení 28,07 obyv./km².